# Мейснер, Отто (политик)
Отто Лебрехт Эдуард Мейснер (нем. Otto Lebrecht Eduard Meissner; 13 марта 1880, Бишвиллер в Эльзасе — 27 мая 1953, Мюнхен) — влиятельный государственный чиновник в Веймарской республике и нацистской Германии. В Веймарской республике входил в ближайшее окружение рейхспрезидентов Фридриха Эберта и Пауля фон Гинденбурга (1919—1934), в нацистской Германии руководил президентской канцелярией фюрера (1934—1945).

## Биография

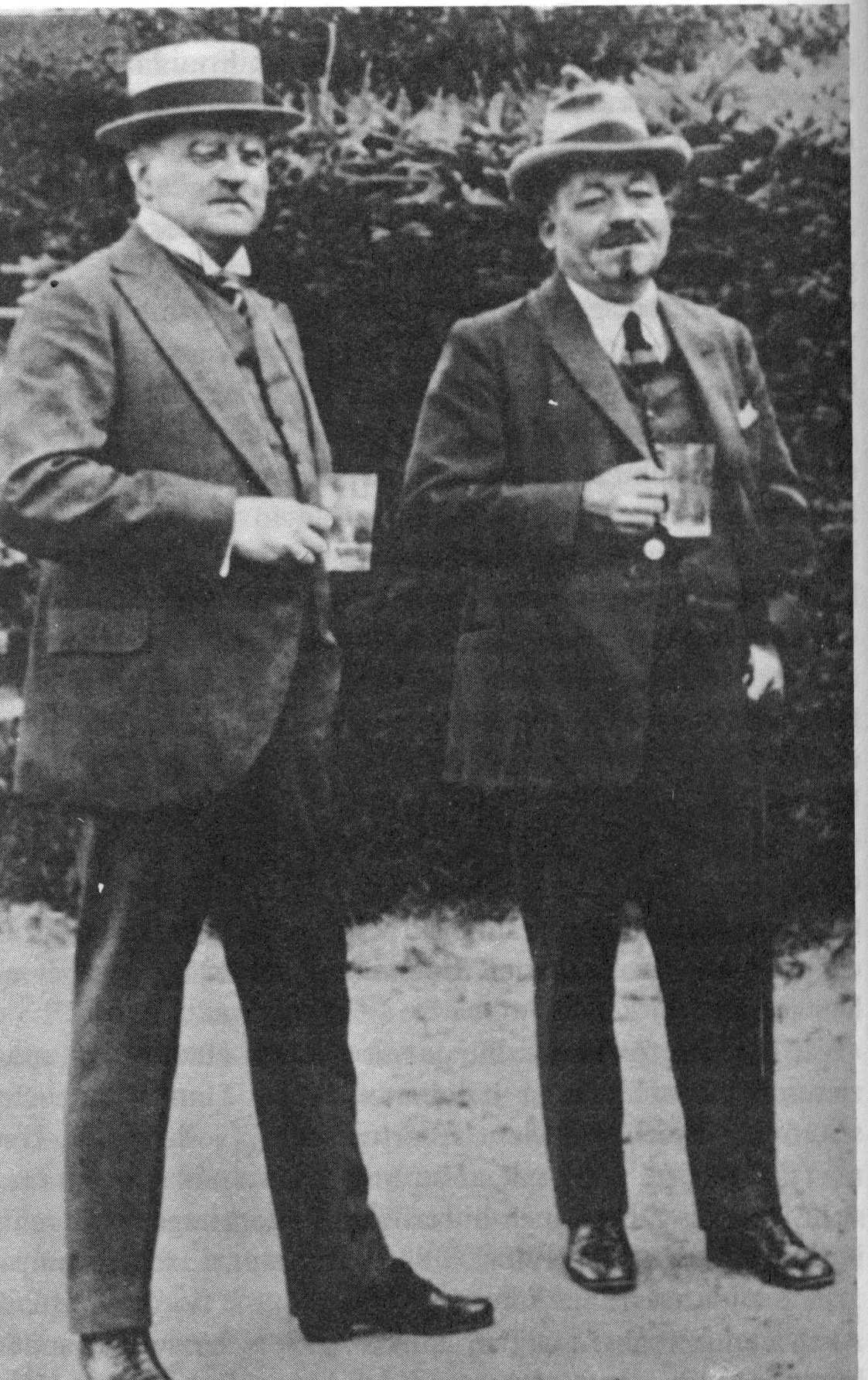
Мейснер (слева) с Фридрихом Эбертом на курорте Бад-Мергентхайм. 1922

Отто Мейснер родился в семье почтового служащего в Эльзасе, который в тот момент входил в Германскую империю. Дальним родственником Отто Мейснера является знаменитый французский генерал времён наполеоновских войн Жан-Батист Клебер. Помимо немецкого языка Отто Мейснер владел французским и так называемым «эльзасским немецким», бегло говорил и писал по-русски и на латыни.
В 1898-1903 годах Мейснер изучал юриспруденцию в Страсбурге. После учёбы в 1903—1904 годах Мейсснер проходил военную службу.
В 1906 году Мейснер в должности судебного асессора был принят на службу в органы юстиции Эльзаса-Лотарингии. В 1908 году он вступил в брак с Хильдегард Роос, у них родилось двое детей: сын Ганс-Отто Мейснер (1909—1992), ставший впоследствии дипломатом и писателем, и дочь Хильдегард Мейснер (род. 1917). В 1908 году Отто Мейснер перешёл на должность старшего государственного чиновника в генеральную дирекцию королевских железных дорог Эльзаса-Лотарингии и Люксембурга.
В 1915—1917 годах Мейснер принимал участие в Первой мировой войне, закончив службу в звании капитана резерва. В этот период в 1915 году он впервые встретился с Паулем фон Гинденбургом, когда тот награждал Отто Мейснера Железным крестом за быстрое возведение железнодорожного моста. Отто Мейснер произвёл на будущего рейхспрезидента положительное впечатление.
С 1916 года Мейснер служил транспортным референтом в дирекции военной железной дороги в Бресте-Литовском, затем в Варшаве, а с апреля 1917 года — в Бухаресте. Позднее он работал в главном управлении железной дороги в Киеве, а затем перешёл на дипломатическую работу. С 1918 года Мейснер служил поверенным Германии при правительстве Украины. После поражения Германии в Первой мировой войне в конце 1918 года и последовавшего за ним полного развала всех организационных структур в оккупированных Германией регионах Восточной Европы Мейснеру благодаря его знанию русского языка и опыту работы на железной дороге в феврале-марте 1919 года удалось доставить домой поездом через территории, охваченные Гражданской войной, несколько сотен рассеянных по Украине солдат бывшей оккупационной армии Германии. На этом поезде Мейснер вывез в Германию доверенную ему кассу дипломатической миссии Германии в Киеве, составлявшую 3,4 млн рейхсмарок, и передал её в Берлине имперскому правительству. В знак признания его заслуг новый глава государства германской республики Фридрих Эберт назначил Отто Мейснера советником и заместителем руководителя своей канцелярии.
В это же время урождённому эльзасцу Мейснеру было предоставлено французское гражданство и высокий пост правительственного чиновника в новой французской мэрии Страсбурга, но Мейснер отказался.

### Руководитель президентской канцелярии (1919—1945)

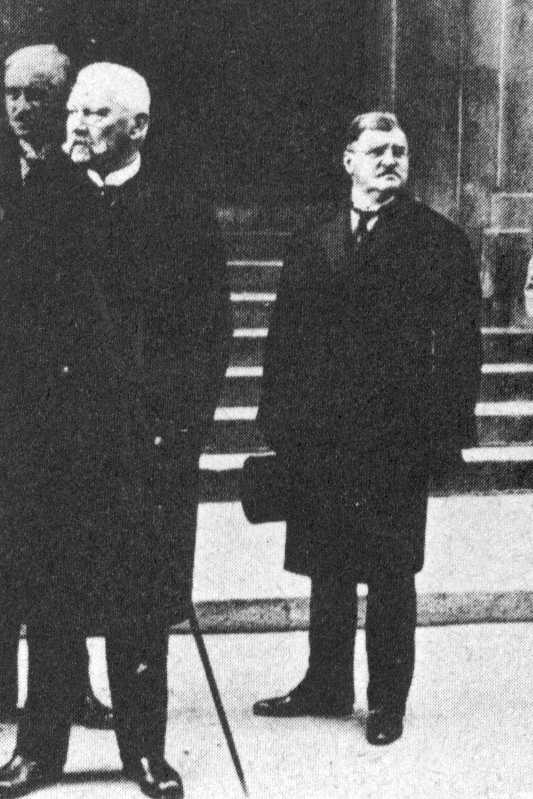
Отто Мейснер (справа) и Пауль фон Гинденбург (около 1930)

В начале 1920 года Мейснер возглавил канцелярию рейхспрезидента и оставался на этом посту, несмотря на смену своих шефов, изменения в названии ведомства и своей должности до конца мая 1945 года.
Отто Мейснер занимал пост руководителя канцелярии у рейхспрезидентов Эберта (1919—1925) и Гинденбурга (1925—1934), а затем после слияния в августе 1934 года постов рейхсканцлера и рейхспрезидента руководил президентской канцелярией фюрера и рейхсканцлера Адольфа Гитлера. В мае 1945 года, после того, как Гитлер своим завещанием вновь разделил должности канцлера и президента, Мейснер со старым названием должности работал при новом главе государства, гроссадмирале Карле Дёнице. Последний раз Мейснер встречался с Гитлером 13 марта 1945 года и получил от Гитлера в честь своего 65-летия чек на 100 тысяч рейхсмарок. Начав свою карьеру во Дворце рейхспрезидента в 1919 году с поста тайного советника, Отто Мейснер покинул дворец в 1945 году в ранге рейхсминистра. Кабинет Мейснера находился все эти годы в правительственном квартале Берлина в так называемом Дворце рейхспрезидента по адресу Вильгельмштрассе 73, где также находилась квартира Мейснера.
В 1919 году, когда рейхстаг Веймарской республики поручил рейхспрезиденту Фридриху Эберту подобрать гимн для нового немецкого государства взамен старого кайзеровского национального гимна «Heil dir im Siegerkranz», тот обратился за советом к Мейснеру, который был известен как большой знаток немецкого песенного творчества. Мейснер предложил Эберту «Песнь немцев» Гофмана фон Фаллерслебена. Эберт поддержал эту идею и вынес на рассмотрение рейхстага. Принятая в качестве гимна Веймарской республики Песнь немцев оставалась государственным гимном Германии и при Гитлере вплоть до 1945 года, а затем после принятия в 1949 году Основного закона стала официальным гимном ФРГ.

### Поздние годы жизни (1945—1953)
После окончания Второй мировой войны Мейснер был арестован союзниками 23 мая 1945 года и допрашивался на Нюрнбергском процессе в качестве свидетеля. В июле 1947 года он выступил свидетелем защиты на процессе по обвинению бывшего статс-секретаря Франца Шлегельбергера. Процесс против самого Мейснера, состоявшийся в рамках так называемого дела Вильгельмштрассе, завершился 14 апреля 1949 года оправдательным приговором суда.
В 1950 году Мейснер опубликовал свои воспоминания под названием «Статс-секретарь при Эберте, Гинденбурге и Гитлере» (нем. Staatssekretär unter Ebert, Hindenburg und Hitler).

## Труды
- Die Reichsverfassung. Das neue Reichstaatsrecht für den Praktischen Gebrauch Berlin 1919
- Das neue Staatsrecht des Reichs und seiner Länder Berlin 1921
- Grundriß der Verfassung und Verwaltung des Reichs und Preußens nebst Verzeichnis der Behörden und ihres Aufgabenkreises Berlin 1922
- Staatsrecht des Reichs und seiner Länder Berlin 1923
- Staats- und Verwaltungsrecht im Dritten Reich Berlin 1935
- Deutsches Elsaß, deutsches Lothringen. Ein Querschnitt aus Geschichte, Volkstum und Kultur Berlin 1941
- Elsaß und Lothringen deutsches Land Berlin 1943
- Staatssekretär unter Ebert, Hindenburg, Hitler. Der Schicksalsweg des deutschen Volkes von 1918—1945. Wie ich ihn erlebte Hamburg 1951 (auch udT Ebert, Hindenburg, Hitler. Erinnerungen eines Staatssekretärs 1918—1945 München 1991

## Образ в кино
- 1944 — «Банда Гитлера[англ.]», х/ф, США. Роль Мейснера исполнил (без указания в титрах) Стэнли Эндрюс[5][6].